# John Burroughs
John Burroughs (Roxbury, 3 de abril de 1837 — 29 de março de 1921) foi um naturalista norte-americano e ensaísta da natureza, ativo no movimento de conservação nos Estados Unidos. A primeira de suas coleções de ensaios foi Wake-Robin em 1871.
Nas palavras de seu biógrafo Edward Renehan, a identidade especial de Burroughs era menos a de um naturalista científico do que a de "um naturalista literário com o dever de registrar suas próprias percepções únicas do mundo natural". O resultado foi uma obra cuja ressonância com o tom de seu momento cultural explica tanto sua popularidade na época quanto sua relativa obscuridade desde então.

## Trabalhos
The Complete Writings of John Burroughs ("Os Escritos Completos de John Burroughs") totalizam 23 volumes. O primeiro volume, Wake-Robin, foi publicado em 1871 e os volumes subsequentes foram publicados regularmente até o volume final, The Last Harvest, publicado em 1922. Os dois volumes finais, Under the Maples e The Last Harvest, foram publicados postumamente por Clara Barro. Burroughs também publicou uma biografia de John James Audubon, um livro de memórias de sua viagem de acampamento a Yellowstone com o presidente Theodore Roosevelt, e um volume de poesia intitulado Bird and Bough.
- Notes on Walt Whitman as Poet and Person (1867)
- Wake Robin (1871)
- Winter Sunshine (1875)
- Birds and Poets (1877)
- Locusts and Wild Honey (1879)
- Pepacton (1881)
- Fresh Fields (1884)
- Signs and Seasons (1886)
- Birds and bees and other studies in nature (1896)
- Indoor Studies (1889)
- Riverby (1894)
- Whitman: A Study (1896)
- The Light of Day (1900)
- Squirrels and Other Fur-Bearers (1900)
- Songs of Nature (Editor) (1901)
- John James Audubon (1902)
- Literary Values and other Papers (1902)
- Far and Near (1904)
- Ways of Nature (1905)
- Camping and Tramping with Roosevelt (1906)
- Bird and Bough (1906)
- Afoot and Afloat (1907)
- Leaf and Tendril (1908)
- Time and Change (1912)
- The Summit of the Years (1913)
- The Breath of Life (1915)
- Under the Apple Trees (1916)
- Field and Study (1919)
- Accepting the Universe (1920)
- Under the Maples (1921)
- The Last Harvest (1922)
- My Boyhood, with a Conclusion by His Son Julian Burroughs (1922)